# Oratorio de la Reina (Alcázar de Madrid)
El oratorio de la Reina en el Real Alcázar de Madrid era una estancia destinada al culto en el conjunto de habitaciones conocido como cuarto de la Reina de la desaparecida residencia real.

## Historia

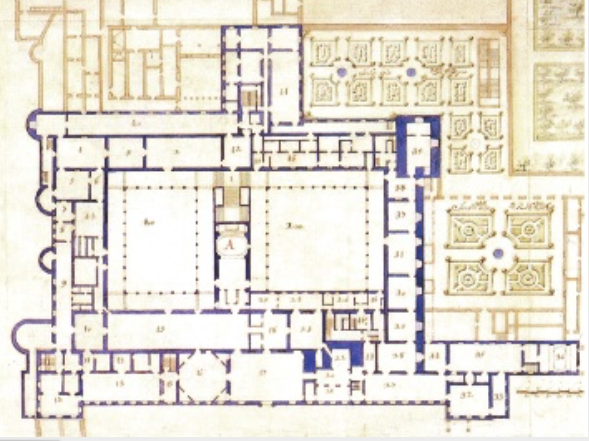
Planta del Alcázar por Ardemans. El oratorio sería la estancia situada en la parte inferior, más a la derecha del plano (número 36).

El cuarto de la Reina contaba ya con un pequeño oratorio situado en la torre sudeste de la fachada principal del Alcázar, este existía desde 1611 y estaba situado en la galería este de la torre. Precisamente en 1611 moría de sobreparto la reina Margarita de Austria, esposa de Felipe III. 
Hacia 1629, siendo reina Isabel de Borbón (esposa de Felipe IV), se decidió la construcción de un nuevo oratorio al este de la fachada oriental del palacio. Este nuevo oratorio se realizó con trazas de Juan Gómez de Mora, las condiciones fueron fijadas por Alonso Carbonel. Se encargaron las obras a los maestros  Gaspar Ordóñez y Miguel del Valle, estando estas terminadas en el verano de 1635. 

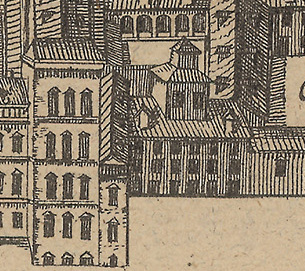
El oratorio de la Reina en el Plano de Teixeira, se ve la elevación de su cúpula a la derecha de la torre sudeste del Alcázar.

A continuación se procedió a ejecutar la decoración de los techos y cúpula. Se conserva un proyecto de Angelo Nardi para llevarlas a cabo. El altar se construyó también según diseño de Juan Gómez de Mora, estando destinado a albergar una imagen en bulto de Nuestra Señora de la Expectación, a quien se dedicaba el oratorio.

## Descripción

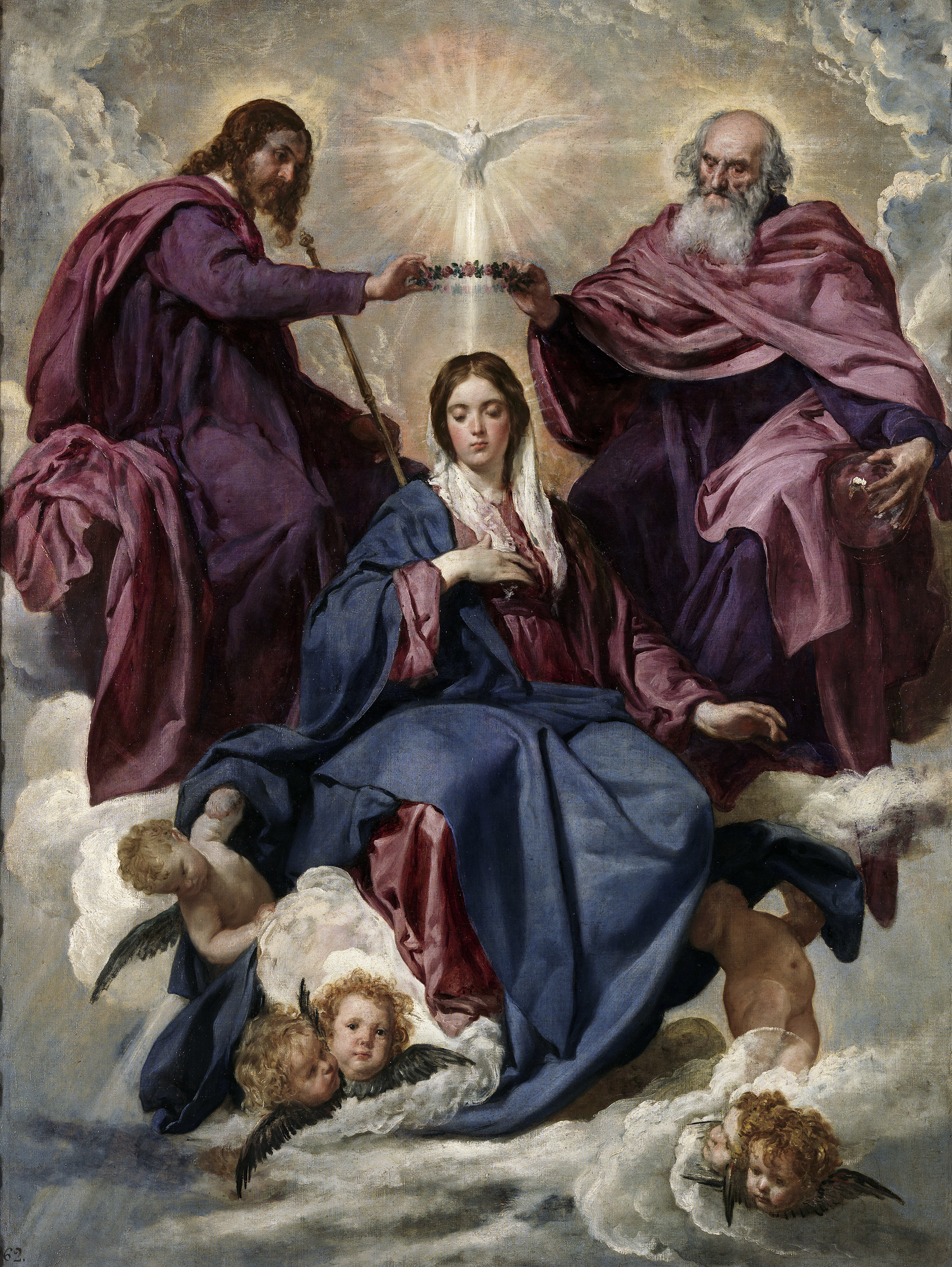
La Coronación de la Virgen, de Velázquez, que según Palomino estuvo en el oratorio.

Se trataba de un espacio rectangular de unos 10,5 metros de largo por 5 metros de ancho, teniendo los lados mayores en paralelo a un eje aproximado este-oeste. Estaba coronada con una cúpula en el centro de la nave, escoltada por dos bóvedas de cañón al este y al oeste de esta.
La capilla contaba contaba con una serie de cuadros dedicados a momentos de la vida de la Virgen María, realizados por Alessandro Turchi “l’Orbetto”. Los cuadros fueron enviados desde Roma por el cardenal Gaspar de Borja. La serie correspondía a episodios de la vida de la Virgen celebrados en distintas fiestas celebradas católicas:
- la Inmaculada Concepción;
- la Nacimiento de la Virgen;
- la Presentación de la Virgen;
- la Anunciación de la Virgen;
- la Visitación;
- la Venida del Espíritu Santo;
- la Asunción de la Virgen;
- Nuestra Señora de las Nieves;

Según la reconstrucción realizada por Gloria Martínez Leiva en el lugar de este último se acabaría colocando la Coronación de la Virgen, obra de Velázquez.

## Simbolismo
El simbolismo del oratorio según señala Carlos Varona, 2006 se encuentra fuertemente conectado con la figura de la reina como garante de la continuidad de la dinastía, en relación con sus embarazos y alumbramientos. En este espacio, de carácter semi-privado, la reina escuchaba misa a diario, con sus damas y tenían lugar novenas y otras prácticas de devoción llevadas a cabo por las mujeres de la corte española.

## Galería

Cuadros conservados de la serie sobre la vida de la Virgen por Alessandro Turchi existentes en el oratorio.
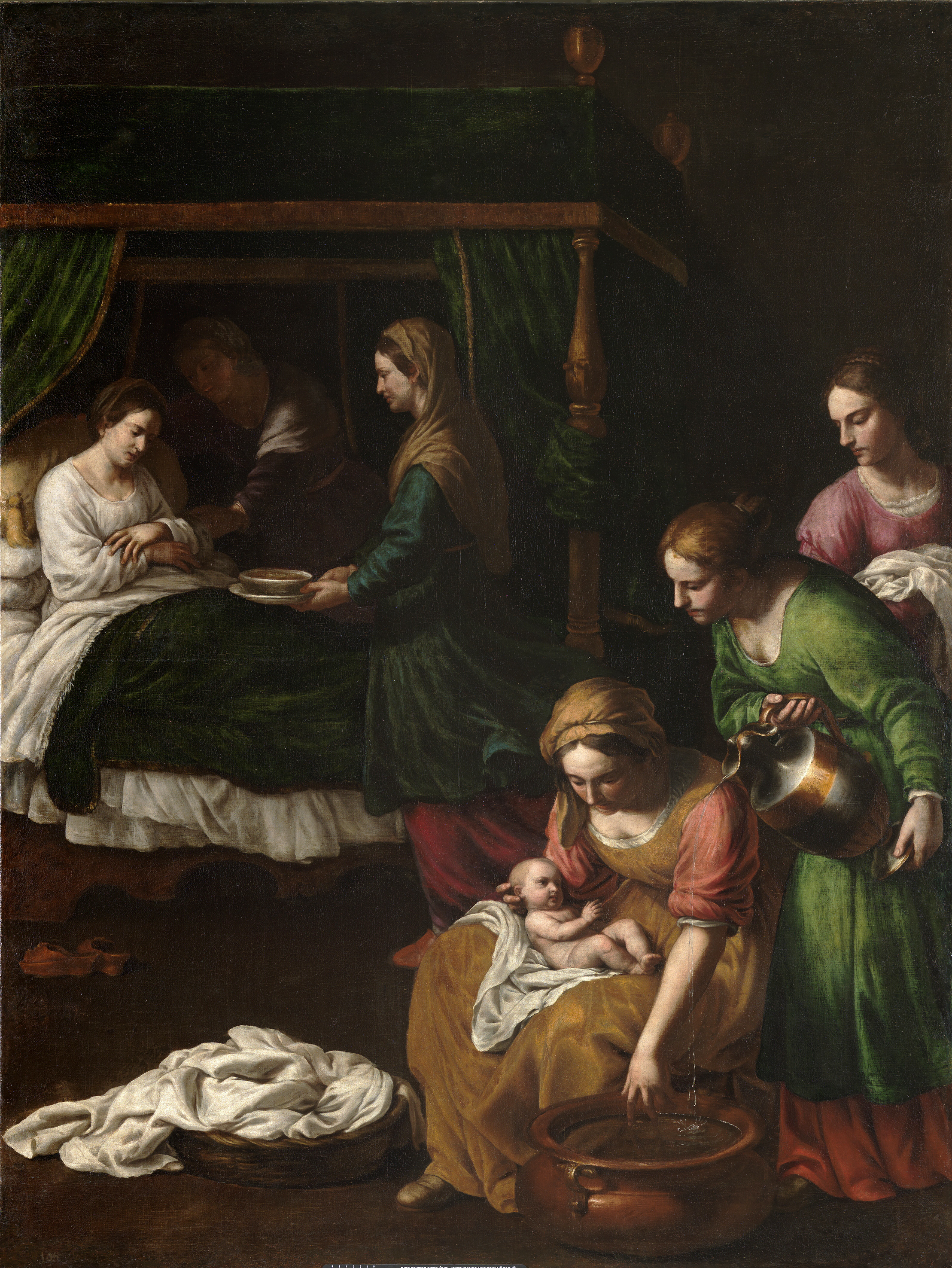
El nacimiento de la Virgen
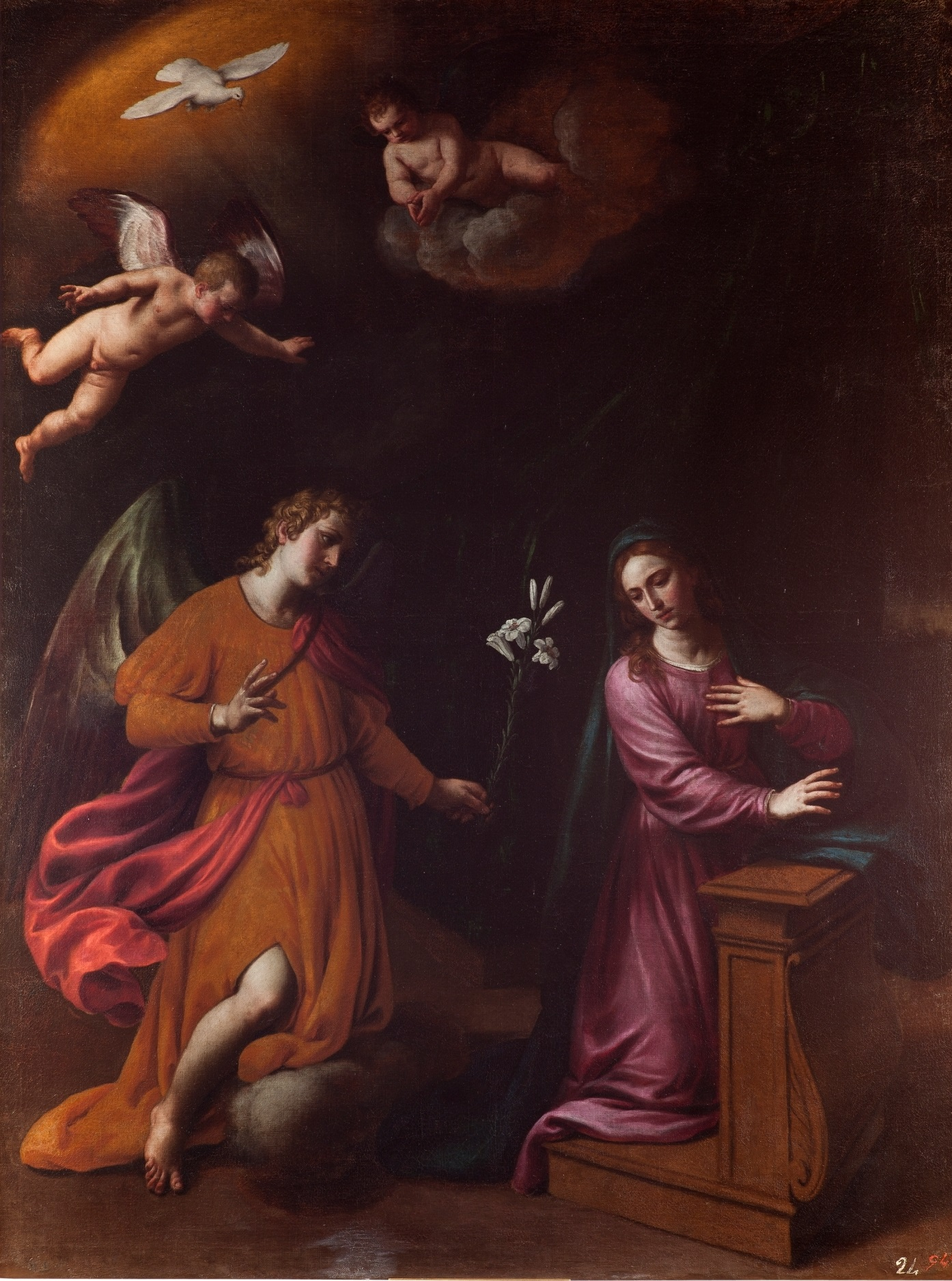
La Anunciación
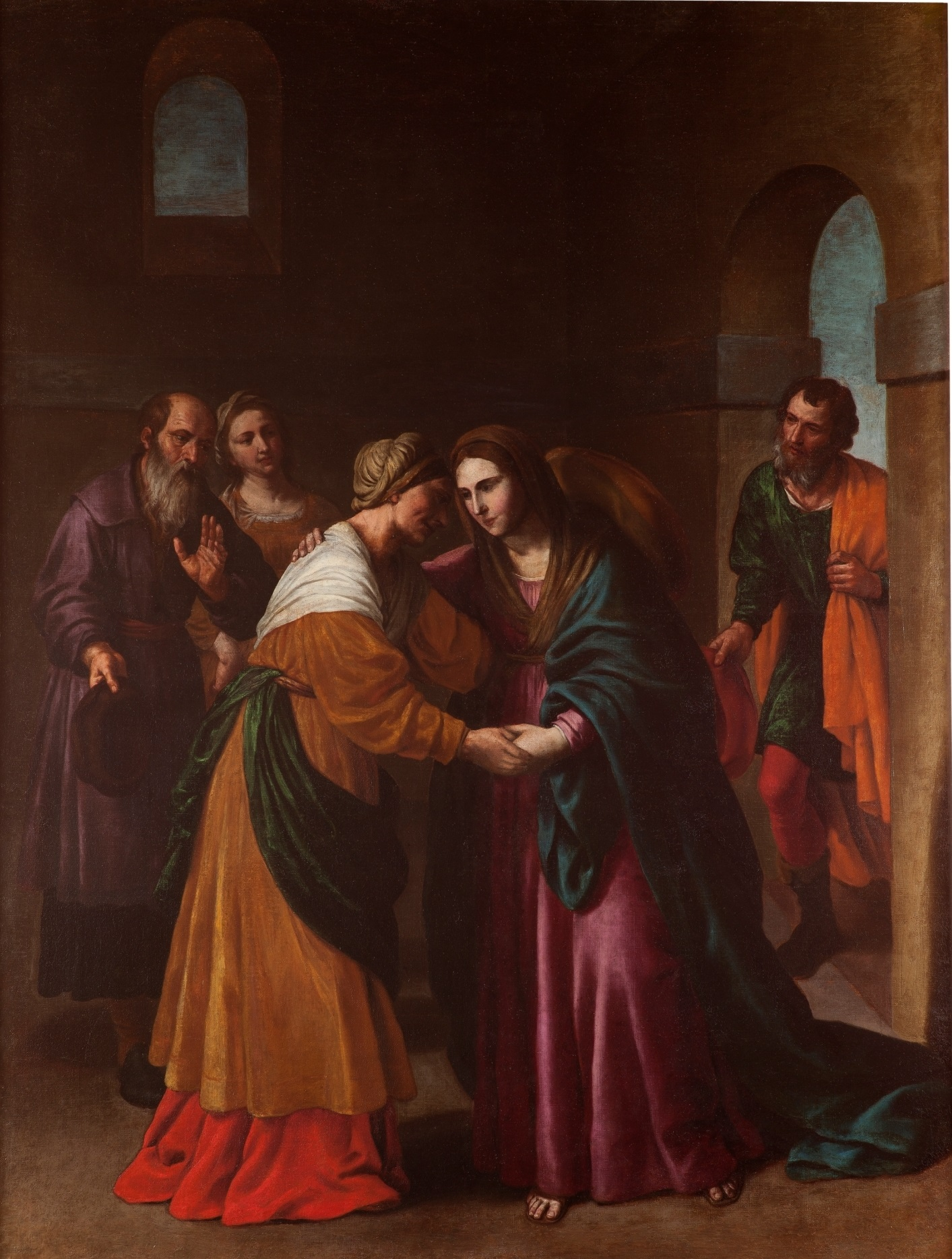
La Visitación
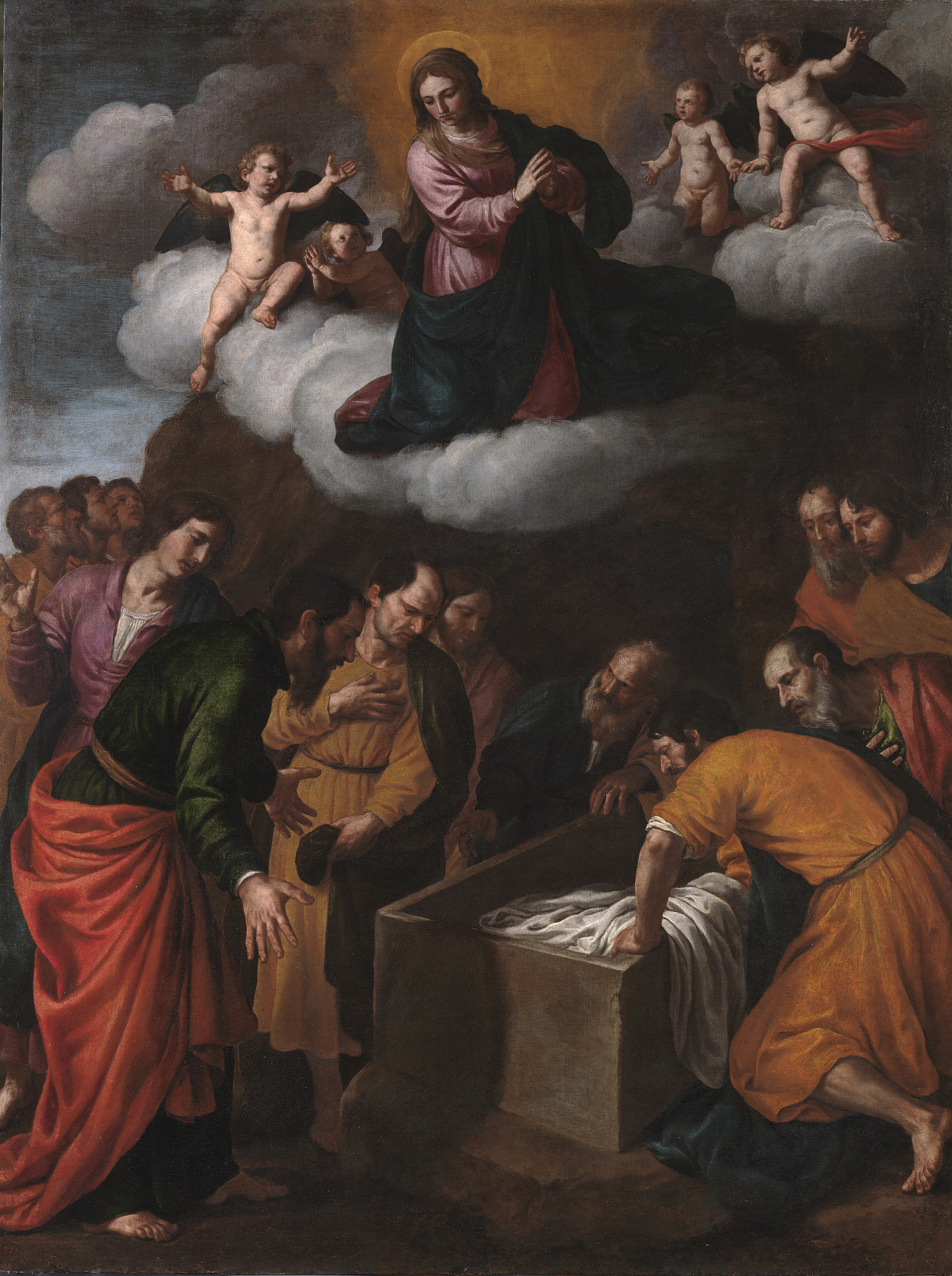
La Asunción